# محمود هشام
محمود هشام (21 يونيو 1994) هو ممثل مصري .

## عن حياته
عمل في السينما والتليفزيون في مطلع الألفية الجديدة وهو الذي قام بدور الطفل على المهدد بفقد بصره ابن حامد العربجى (سامي مغاوري) وشوقية (سلوى خطاب) في فيلم «الساحر» عام 2001. 

## أعماله

### في المسلسلات
- مسلسل عالم سمسم

### في السينما
- فيلم العشرة جنيهات
- فيلم الساحر

## روابط خارجية
- محمود هشام على موقع الدهليز
- محمود هشام على موقع قاعدة بيانات الأفلام العربية